# Impact Wrestling Homecoming (2019)
Homecoming (2019) – gala wrestlingu zorganizowana przez amerykańską federację Impact Wrestling (IW), nadawana na żywo w systemie pay-per-view i na Fite.tv. Odbyła się 6 stycznia 2019 w Tennessee State Fairground Sports Arenie w Nashville w stanie Tennessee. Była to pierwsza gala z tego cyklu, a zarazem pierwsze pay-per-view IW w 2019.
W karcie walk znalazło się osiem pojedynków, w tym czterech o tytuły mistrzowskie. W walce wieczor Johnny Impact utrzymał Impact World Championship po zwycięstwie nad Brianem Cage'em, natomiast The Latin American Xchange (Ortiz i Santana) obronili Impact World Tag Team Championship w walce z Lucha Brothers (Pentagón Jr. i Fénix). W innych pojedynkach Taya Valkyrie odebrała Tessie Blanchard Impact Knockouts Championship, a Rich Swann wygrał Ultimate X match, zdobywając Impact X Division Championship.
Larry Csonka, redaktor portalu internetowego 411mania.com, ocenił galę na 7,5 w 10-stopniowej skali.

## Tło
Na Bound for Glory (14 października) Impact Wrestling podał informację, że pierwsza edycja Homecoming odbędzie się 6 stycznia 2019 w Tennessee State Fairground Sports Arenie w Nashville. W tej hali, nazwanej przez Rona Killingsa „The Asylum”, w latach 2002–2004 federacja nagrała większość cotygodniowych gal pay-per-view. Ten szczególny okres w historii Impact Wrestling jest określany jako „The Asylum Years”. Ostatni raz organizacja zawitała do tego obiektu 12 listopada 2010, realizując jeden z house showów. Pakiety VIP na wydarzenie oraz następujące po nim jednodniowe nagrania na potrzeby programu telewizyjnego federacji, Impactu!, weszły do sprzedaży 19 listopada, natomiast zwykłe bilety na galę można było nabyć od 26 listopada.

## Rywalizacje
Homecoming oferowało walki wrestlingu z udziałem różnych zawodników na podstawie przygotowanych wcześniej scenariuszy i rywalizacji, które były realizowane podczas cotygodniowych odcinków programu Impact!. Wrestlerzy odgrywali role pozytywnych (face) lub negatywnych bohaterów (heel), którzy rywalizują pomiędzy sobą w seriach walk mających budować napięcie.

### Johnny Impact vs. Brian Cage
15 listopada Brian Cage pokonał Samiego Callihana, broniąc Impact X Division Championship. Po walce ogłosił, że zgodnie z zasadami Opcji C zrzeka się tytułu mistrzowskiego na rzecz walki z Johnnym Impactem o Impact World Championship na Homecoming. W ostatni odcinku Impactu! przed Homecoming Impact i Cage przegrali Tag Team match z Lucha Brothers (Pentagón Jr. i Fénix). Wobec porażki rozpoczęła się między nimi wymiana zdań, po czym wszczęli bójkę. Zawodników musieli rozdzielać sędziowie, ochrona i kilku wrestlerów Impact Wrestling.

### Tessa Blanchard vs. Taya Valkyrie
Po zwycięskim meczu z Ray Lyn Tessa Blanchard, Impact Knockouts Championka, oświadczyła, że Taya Valkyrie nie jest w stanie z nią wygrać i odebrać jej tytułu Knockoutek, poza tym byłaby nikim bez swojego męża, Johnny’ego Impacta. Wywołana zawodniczka wkroczyła do ringu, wyśmiała opinię Blanchard oraz dodał, że zarząd Impact Wrestling ustanowił ich walkę na Homecoming, na której szali znajdzie się pas mistrzowski. Dwa tygodnie później Valkyrie pokonała Ray Lyn, po czym została napadnięta przez Blanchard. Mistrzyni zaatakowała również sędziego i zaczęła go dusić. Mimo interwencji innych arbitrów i oficjeli Impact Wrestling, dopiero Gail Kim z pomocą Valkyrie zdołały zmusić Blanchard do opuszczenia ringu. Tydzień później odbył się mieszany Tag Team match między Tayą Valkyrie i Johnnym Impactem a Tessą Blanchard i Moose’em. Mecz wygrali ulubieńcy publiczności, gdy pretendentka do tytułu zmusiła do mistrzynię poddania się. Eskalację przemocy po meczu przerwał Killer Kroos, ostatecznie zaś Brian Cage rozstrzygnął sytuację, następnie zaś stanął oko w oko z Johnnym Impactem. Zawodniczki spotkały się 13 grudnia podczas przedmeczowej konferencji, po której zakończeniu Josh Matthews oznajmił, że sędzią specjalną zaplanowanego pojedynku będzie Gail Kim.

### Lucha Brothers vs. The Latin American Xchange
Gdy 29 listopada Lucha Brothers wygrali z Richem Swannem i Williem Mackiem, przyjęli wyzwanie rzucone tuż po meczu przez The Latin American Xchange (Ortiz i Santana). Lider LAX, Konnan, nie był zadowolony z tej samowolnej decyzji swoich podopiecznych, wyjaśniając im, że walka o tytuł mistrzowski może zniszczyć przyjaźń obu drużyn. Pierwsze niesnaski między LAX a Lucha Brothers uwidoczniły się 6 grudnia. W następnym tygodniu Fénix wygrał z Santaną, później zaś podziękowali sobie za dobry pojedynek.

### Ultimate X match
W odcinku Impactu! z 22 listopada zapowiedziano powrót Ultimate X matchu, którego zwycięzca miał zostać nowym Impact X Division Championem, po tym gdy mistrzostwo zostało zawieszone przez Briana Cage’a. Ośmiu zawodników zawalczyło w czterech pojedynkach kwalifikacyjnych. W pierwszych dwóch, rozegranych 6 grudnia, Ethan Page zwyciężył swojego mentora Matta Sydala, następnie Jake Christ, dzięki pomocy swoich towarzyszy z Ohio Versus Everything, był lepszy od Williego Macka. Tydzień później Rich Swann pokonał Dave’a Crista, a Trevor Lee musiał uznać wyższość Treya Miguela.

### Eli Drake vs. Abyss
Eli Drake rozpoczął 15 listopada krucjatę przeciw hardcorowej odmianie wrestlingu, dostrzegając na przykładzie Abyssa, że publiczność woli zawodników bijących się szklanymi świetlówkami, co doprowadza do wielu groźnych wypadków. Nazwał się ostatnim z ginącego gatunku, który potrafił przykuć uwagę widowni słowem, znacznie mocniejszym orężem od przedmiotów. Przerwał mu Tommy Dreamer, wyjaśniając że hardcore wrestling robiony jest z miłości do fanów, ponadto dodał, że Drake pochodzi z pokolenia millenialsów, nie znającego wcale historii wrestlingu. Dreamer zaproponował rywalowi walkę, lecz ten oddalił się za kulisy. Obaj wrestlerzy zmierzyli się 29 listopada w walce wieczoru. Ponieważ Drake w pierwszej fazie starcia wyraźnie przegrywał, postanowił opuścić arenę, jednak oficjele ponowili pojedynek na zasadach No Disqualification matchu. Drake wygrał spotkanie, po czym na zapleczu znalazł kopertę i przeczytawszy zawartą w niej wiadomość, zdenerwował się. W następnym odcinku Impactu! wyjawił, że Abyss wyzwał go do Monster’s Ball matchu na Homecoming. 13 grudnia przybył do szpitala psychiatrycznego Shady Acres w Baltimore, aby spotkać się z Ravenem, którego nazwał przywódcą znienawidzonej przez siebie grupy wrestlerów. Drake nakazał mu obejrzenie Homecoming, gdzie pokona Abyssa. Na początku stycznia 2019 wygłosił kolejną mowę przeciwko znienawidzonej przez siebie odmianie wrestlingu, na którą zareagował Tommy Dreamer. Były zawodnik ECW zaatakował rywala metalowym krzesłem, a chwilę później pojawił się Raven, który pomógł Dreamerowi w ostatecznym pognębieniu Drake’a.

### Eddie Edwards vs. Moose
Feud Eddiego Edwardsa z Moose'em trwał od sierpnia. Gdy Edwards zaatakował przeciwnika za kulisami w połowie listopada, została zabrany przez personel medyczny na leczenie psychiatryczne do szpitala Shady Acres w Baltimore. Moose złożył mu wizytę, przynosząc ze sobą książkę napisaną przez Edwardsa. Wyjaśnił, że ta publikacja zawiera wiele kłamstw, nie ma w niej wzmianki, m.in. o tym, jak Eddie zdradził najlepszego przyjaciela. Dodał również, że zajmie się jego żoną. Tydzień później Edwards wydostał się ze szpitala z pomocą Ravena, który zabrał kartę dostępu jednemu z opiekunów, po czym 13 grudnia zaatakował Moose’a w czasie jego meczu z Brianem Cage'em. Tego samego dnia zapowiedziano Falls Count Anywhere match z udziałem obu wrestlerów.

### Willie Mack vs. Sami Callihan
Ingerencja Dave’a Crista i Samiego Callihana pozwoliła ich towarzyszowi, Jake’owi Cristowi, awansować do Ultimate X matchu, pozbawiając tym samym tej szansy Williego Macka. Partner drużynowy przegranego, Rich Swann, radził mu zaniechać zemsty ze względu na brutalną naturę Callihana. W odcinku Impactu! z 13 grudnia Mack przyszedł na pomoc swojemu towarzyszowi, który po zwycięskim meczu z Dave'em Cristem, został zaatakowany przez rywala i jego brata. Chociaż Callihan powstrzymał napaść Cristów na Swanna, po chwili Mack wyładował swoją złość na trzech członkach oVe. Tę eskalację przemocy przerwał Swann, odciągając sojusznika. W ostatnim odcinku programu federacji przed galą Mack, Rich Swann i The Rascalz pokonali Matta Sydala, Ethana Page’a i oVe. Po meczu Callihan i bracia Crist wywarli zemstę na przeciwniku, wykonując mu swoją charakterystyczną akcję kończącą (All Seeing Eye) na stół.

### Jordynne Grace i Kiera Hogan vs. Dark Allie i Su Yung
Kiera Hogan postanowiła przemówić do Allie, która przeszła na stronę ciemności i sprzymierzyła się z Su Yung. Ponieważ jej plan zawiódł, zdecydowała się z nią walczyć. W ostatni odcinku Impactu! przed Homecoming Hogan przegrała z rywalką i natychmiast została zaatakowana przez nią i Su Yung. Chwilę później Jordynne Grace wbiegła do ringu, powstrzymując atak napastniczek.

## Karta walk
Zestawienie zostało sporządzone na podstawie źródła:
| Nr                                 | Wyniki                                                                                          | Stypulacje                                                                     | Czas  |
| ---------------------------------- | ----------------------------------------------------------------------------------------------- | ------------------------------------------------------------------------------ | ----- |
| 1                                  | Rich Swann pokonał Jake'a Crista, Ethana Page'a i Treya Miguela                                 | Ultimate X match o zawieszone Impact X Division Championship                   | 14:00 |
| 2                                  | Dark Allie i Su Yung pokonały Jordynne Grace i Kierę Hogan                                      | Tag Team match                                                                 | 8:58  |
| 3                                  | Eddie Edwards pokonał Moose'a                                                                   | Falls Count Anywhere match                                                     | 13:15 |
| 4                                  | Sami Callihan pokonał Williego Macka                                                            | Singles match                                                                  | 10:25 |
| 5                                  | Eli Drake pokonał Abyssa                                                                        | Monster’s Ball match                                                           | 12:10 |
| 6                                  | The Latin American Xchange (Ortiz i Santana) (c) pokonali Lucha Brothers (Pentagón Jr. i Fénix) | Tag Team match o Impact World Tag Team Championship                            | 10:48 |
| 7                                  | Taya Valkyrie pokonała Tessę Blanchard (c)                                                      | Singles match o Impact Knockouts Championship. Sędzią specjalną była Gail Kim. | 10:30 |
| 8                                  | Johnny Impact (c) pokonał Briana Cage'a                                                         | Singles match o Impact World Championship Wykorzystanie Opcji C przez Cage'a.  | 19:33 |
| (c) – mistrz/mistrzyni przed walką |                                                                                                 |                                                                                |       |